# Модаутал
Модаутал (њем. Modautal) општина је у њемачкој савезној држави Хесен. Једно је од 23 општинска средишта округа Дармштат-Дибург. Према процјени из 2010. у општини је живјело 4.937 становника. Посједује регионалну шифру (AGS) 6432013.

## Географски и демографски подаци
Модаутал се налази у савезној држави Хесен у округу Дармштат-Дибург. Општина се налази на надморској висини од 240 – 519 метара. Површина општине износи 31,8 km². У самом мјесту је, према процјени из 2010. године, живјело 4.937 становника. Просјечна густина становништва износи 155 становника/km².